# Sidi Ahmed Ou Moussa
Sidi Ahmed Ou Moussa, aussi connu sous nom de Ihayden est un petit village et une commune rurale du Tazeroualt dans la Province de Tiznit (région de Souss-Massa) au Maroc.

## Histoire
Le célèbre saint du Sud marocain Sidi Ahmed Ou Moussa est enterré et originaire de cette région dont le village tient son nom. Originaire du village de Bou Merouan des Idaou Semlal (Anti-Atlas), il est né vers 1460.

## Géographie
Le village se trouve au sud du Maroc au milieu de l'Anti-Atlas dans la région comprise entre les villes de Tiznit et Tafraoute.

## Démographie
En 2004, la population était de 4256 personnes.

## Tourisme
La région connait un moussem annuel à caractère religieux et commercial, célébrant le mystique Sidi Ahmed Ou Moussa, réunissant la population de la région.